# اسپرسی زیبا
اسپرسی زیبا، اسپرسی شاهرودی (نام علمی: Hedysarum callithrix) نام یک گونه از سرده اسپرسی است.